# 1988-as Formula–1 spanyol nagydíj
Az 1988-as Formula–1 világbajnokság tizennegyedik futama a spanyol nagydíj volt.

## Futam
Jerezben Senna az indult az élről, de a második helyről induló Prost és Mansell is megelőzte. Senna nem tudta Mansellt megelőzni, a 39. körben Capelli is megelőzte, a March motorja néhány kör múlva elfüstölve tönkrement. Nannini kerékcseréje után lekörözte Patresét és Sennát, amivel a harmadik helyre jött fel. Az 51. körben Senna is kiállt új gumikért, nem pontszerző helyre visszaérve. Gugelmin és Berger megelőzése után végül Patresét is maga mögé utasította a 65. körben. Prost nagy előnnyel nyerte meg a versenyt Mansell, Nannini és Senna előtt. Senna autójában az üzemanyagszintet rosszul mérő számítógép lassításra intette a brazilt.
| Helyezés | #  | Versenyző          | Csapat/Motor    | Futott körök | Idő/Kiesés oka | Rajthely | Pontszám |
| -------- | -- | ------------------ | --------------- | ------------ | -------------- | -------- | -------- |
| 1        | 11 | Alain Prost        | McLaren-Honda   | 72           | 1:48:43,851    | 2        | 9        |
| 2        | 5  | Nigel Mansell      | Williams-Judd   | 72           | + 26,232       | 3        | 6        |
| 3        | 19 | Alessandro Nannini | Benetton-Ford   | 72           | + 35,446       | 5        | 4        |
| 4        | 12 | Ayrton Senna       | McLaren-Honda   | 72           | + 46,710       | 1        | 3        |
| 5        | 6  | Riccardo Patrese   | Williams-Judd   | 72           | + 47,430       | 7        | 2        |
| 6        | 28 | Gerhard Berger     | Ferrari         | 72           | + 51,813       | 8        | 1        |
| 7        | 15 | Maurício Gugelmin  | March-Judd      | 72           | + 1:15,964     | 11       |          |
| 8        | 1  | Nelson Piquet      | Lotus-Honda     | 72           | + 1:17,309     | 9        |          |
| 9        | 20 | Thierry Boutsen    | Benetton-Ford   | 72           | + 1:17,655     | 4        |          |
| 10       | 36 | Alex Caffi         | Dallara-Ford    | 71           | + 1 kör        | 18       |          |
| 11       | 29 | Yannick Dalmas     | Larrousse-Ford  | 71           | + 1 kör        | 16       |          |
| 12       | 24 | Luis Perez-Sala    | Minardi-Ford    | 70           | + 2 kör        | 24       |          |
| 13       | 33 | Stefano Modena     | Euro Brun-Ford  | 70           | + 2 kör        | 26       |          |
| 14       | 30 | Philippe Alliot    | Larrousse-Ford  | 69           | + 3 kör        | 12       |          |
| Kiesett  | 26 | Stefan Johansson   | Ligier-Judd     | 62           | Kerék          | 21       |          |
| Kiesett  | 18 | Eddie Cheever      | Arrows-Megatron | 60           | Alváz          | 25       |          |
| Kiesett  | 16 | Ivan Capelli       | March-Judd      | 45           | Motorhiba      | 6        |          |
| Kiesett  | 17 | Derek Warwick      | Arrows-Megatron | 41           | Alváz          | 17       |          |
| Kiesett  | 22 | Andrea de Cesaris  | Rial-Ford       | 37           | Motorhiba      | 23       |          |
| Kiesett  | 14 | Philippe Streiff   | AGS-Ford        | 16           | Motorhiba      | 13       |          |
| Kiesett  | 27 | Michele Alboreto   | Ferrari         | 15           | Motorhiba      | 10       |          |
| Kiesett  | 23 | Pierluigi Martini  | Minardi-Ford    | 15           | Váltó          | 20       |          |
| Kiesett  | 2  | Nakadzsima Szatoru | Lotus-Honda     | 14           | Kicsúszás      | 15       |          |
| Kiesett  | 21 | Nicola Larini      | Osella          | 9            | Felfüggesztés  | 14       |          |
| Kiesett  | 3  | Jonathan Palmer    | Tyrrell-Ford    | 4            | Alváz          | 22       |          |
| Kiesett  | 25 | René Arnoux        | Ligier-Judd     | 0            | Karburátor     | 19       |          |
| NK       | 10 | Bernd Schneider    | Zakspeed        |              |                |          |          |
| NK       | 32 | Oscar Larrauri     | Euro Brun-Ford  |              |                |          |          |
| NK       | 4  | Julian Bailey      | Tyrrell-Ford    |              |                |          |          |
| NK       | 9  | Piercarlo Ghinzani | Zakspeed        |              |                |          |          |
| NeK      | 31 | Gabriele Tarquini  | Coloni-Ford     |              |                |          |          |

## Statisztikák
Vezető helyen:
- Alain Prost: 72 (1-72)

Alain Prost 34. (R) győzelme, 26. leggyorsabb köre, Ayrton Senna 27. pole-pozíciója.
- McLaren 68. győzelme.